# 프리미어리그 2002-03
FA 프리미어리그 2002-03시즌은 프리미어리그의 11번째 시즌이다. 리그 우승은 맨체스터 유나이티드가 잉글랜드 리그 15번째이자 프리미어리그가 출범한 뒤로는 8번째의 우승을 차지하였다. 아스널, 뉴캐슬 유나이티드, 첼시가 다음 시즌의 챔피언스리그에 나가게 되었다.
전 시즌에 승격한 맨체스터 시티와 버밍엄 시티는 각각 9위와 13위를 기록하며 잔류에 성공했지만 웨스트 브로미치 앨비언은 19위를 기록하며 강등되었다. 또다른 강등팀은 웨스트 햄 유나이티드와 선덜랜드이다. 이 중 선덜랜드는 사상 최저 승점인 19점을 기록하며 강등되었다.

## 승격 및 강등

### 승격팀
- 우승 팀 : 맨체스터 시티 FC
- 준우승 : 웨스트 브로미치 앨비언
- 플레이오프 우승 팀 : 버밍엄 시티 FC

### 강등팀
- 선덜랜드 AFC
- 웨스트 브로미치 앨비언 FC
- 웨스트 햄 유나이티드 FC

## 리그 순위
| 순위 | 팀                     | 경기 | 승 | 무 | 패 | 득 | 실 | 차  | 승점 | 참가 자격 및 강등            |
| ---- | ---------------------- | ---- | -- | -- | -- | -- | -- | --- | ---- | ---------------------------- |
| 1    | 맨체스터 유나이티드    | 38   | 25 | 8  | 5  | 74 | 34 | +40 | 83   | UEFA 챔피언스리그 조별 리그  |
| 2    | 아스널                 | 38   | 23 | 9  | 6  | 85 | 42 | +43 | 78   | UEFA 챔피언스리그 조별 리그  |
| 3    | 뉴캐슬 유나이티드      | 38   | 21 | 6  | 11 | 63 | 48 | +15 | 69   | UEFA 챔피언스리그 3차 예선전 |
| 4    | 첼시                   | 38   | 19 | 10 | 9  | 68 | 38 | +30 | 67   | UEFA 챔피언스리그 3차 예선전 |
| 5    | 리버풀1                | 38   | 18 | 10 | 10 | 61 | 41 | +20 | 64   | UEFA컵 1회전                 |
| 6    | 블랙번 로버스2         | 38   | 16 | 12 | 10 | 52 | 43 | +9  | 60   | UEFA컵 1회전                 |
| 7    | 에버턴                 | 38   | 17 | 8  | 13 | 48 | 49 | −1  | 59   |                              |
| 8    | 사우샘프턴3            | 38   | 13 | 13 | 12 | 43 | 46 | −3  | 52   | UEFA컵 1회전                 |
| 9    | 맨체스터 시티4         | 38   | 15 | 6  | 17 | 47 | 54 | −7  | 51   | UEFA컵 1회전                 |
| 10   | 토트넘 홋스퍼          | 38   | 14 | 8  | 16 | 51 | 62 | −11 | 50   |                              |
| 11   | 미들즈브러             | 38   | 13 | 10 | 15 | 48 | 44 | +4  | 49   |                              |
| 12   | 찰튼 애슬레틱          | 38   | 14 | 7  | 17 | 45 | 56 | −11 | 49   |                              |
| 13   | 버밍엄 시티            | 38   | 13 | 9  | 16 | 41 | 49 | −8  | 48   |                              |
| 14   | 풀럼                   | 38   | 13 | 9  | 16 | 41 | 50 | −9  | 48   |                              |
| 15   | 리즈 유나이티드        | 38   | 14 | 5  | 19 | 58 | 57 | +1  | 47   |                              |
| 16   | 애스턴 빌라            | 38   | 12 | 9  | 17 | 42 | 47 | −5  | 45   |                              |
| 17   | 볼턴 원더러스          | 38   | 10 | 14 | 14 | 41 | 51 | −10 | 44   |                              |
| 18   | 웨스트 햄 유나이티드   | 38   | 10 | 12 | 16 | 42 | 59 | −17 | 42   | 풋볼 리그 1부로 강등         |
| 19   | 웨스트 브로미치 앨비언 | 38   | 6  | 8  | 24 | 29 | 65 | −36 | 26   | 풋볼 리그 1부로 강등         |
| 20   | 선덜랜드               | 38   | 4  | 7  | 27 | 21 | 65 | −44 | 19   | 풋볼 리그 1부로 강등         |

- 1: 리버풀은 풋볼 리그 컵 우승 팀 자격으로 UEFA컵에 참가하였다.
- 2: 리버풀이 가지고 있던 리그 5위의 UEFA컵 출전권은 다음 순위인 블랙번 로버스에게 주어졌다.
- 3: FA컵 우승 팀인 아스널이 챔피언스리그에 참가하게 되어서 준우승 팀인 사우샘프턴이 UEFA컵에 참가하였다.
- 4: 맨체스터 시티는 UEFA 페어 플레이 랭킹 1위팀으로 선정되어 UEFA컵에 참가하였다.

| 프리미어리그 2002-03 우승 팀                               |
| ---------------------------------------------------------- |
| 맨체스터 유나이티드 8번째 우승 (잉글랜드 리그 15번째 우승) |

## 득점 순위
| 선수               | 팀                  | 골 |
| ------------------ | ------------------- | -- |
| 뤼트 판 니스텔로이 | 맨체스터 유나이티드 | 25 |
| 티에리 앙리        | 아스널              | 24 |
| 데이비드 베컴      | 맨체스터 유나이티드 | 23 |
| 마크 비두카        | 리즈 유나이티드     | 20 |
| 마이클 오언        | 리버풀              | 19 |
| 앨런 시어러        | 뉴캐슬 유나이티드   | 17 |
| 니콜라 아넬카      | 맨체스터 시티       | 14 |
| 로비 킨            | 토트넘 홋스퍼       | 14 |
| 해리 큐얼          | 리즈 유나이티드     | 14 |
| 로베르 피레스      | 아스널              | 14 |
| 폴 스콜스          | 맨체스터 유나이티드 | 14 |
| 잔프랑코 졸라      | 첼시                | 14 |

출처 : 프리미어리그 공식 홈페이지. “Barclays Premier League Statistics”. 2010년 12월 30일에 원본 문서에서 보존된 문서. 2008년 11월 9일에 확인함.

## 같이 보기
- 프리미어리그 2003-04